# Römische Streitkräfte in Dacia

Die römischen Provinzen in Dakien

Die Römischen Streitkräfte in Dacia bestanden ab 106 n. Chr. aus den in der römischen Provinz Dacia stationierten Legionen und Auxiliartruppen.
Unter Hadrian (117–138) wurde die Provinz Dacia 118 in Dacia superior und Dacia inferior unterteilt. Eine weitere Teilung fand 123 statt, als von Dacia superior die neue Provinz Dacia Porolissensis abgespalten wurde. Unter Mark Aurel (161–180) wurde Dakien 167 bis 169 in Dacia Apulensis, Dacia Porolissensis und Dacia Malvensis neu gegliedert. Diese Einteilung blieb dann bis zur Aufgabe der Provinz bestehen.

## Legionen
Die folgenden Legionen (oder Teile von ihnen) waren zu verschiedenen Zeiten in der Provinz Dacia an den folgenden Standorten stationiert:
- Apulum: die Legion XIII Gemina
- Berzobis: die Legion IIII Flavia Felix
- Potaissa: die Legion V Macedonica

## Auxiliartruppen

### Dacia
Auf Militärdiplomen aus den Jahren 106 bis 114 n. Chr. werden 6 Alae, 21 Kohorten und eine weitere Einheit für die Provinz aufgeführt, die aber nicht alle zur selben Zeit in der Provinz stationiert waren:
| - Ala I Augusta Ituraeorum - Ala I Britannica - Ala I Civium Romanorum - Ala I Claudia - Ala I/II Flavia Commagenorum - Ala II Pannoniorum - Cohors I Augusta Ituraeorum | - Cohors I Britannica - Cohors II Britannorum - Cohors III Campestris - Cohors I Cretum - Cohors IV Cypria - Cohors II Flavia Commagenorum - Cohors I Flavia Hispanorum | - Cohors II Gallorum Macedonica - Cohors II Gallorum Pannonica - Cohors V Gallorum - Cohors I Hispanorum p.f. - Cohors II Hispanorum - Cohors I Ituraeorum - Cohors V Lingonum | - Cohors I Pannoniorum - Cohors VIII Raetorum - Cohors I Thracum c.R. - Cohors VI Thracum - Cohors I Ulpia Brittonum - Cohors I Vindelicorum - Pedites Britanniciani |

### Dacia inferior
Auf Diplomen aus den Jahren 123 bis 146 n. Chr. werden 3 Alae, 9 Kohorten und eine weitere Reitereinheit für die Provinz aufgeführt, die aber nicht alle zur selben Zeit in der Provinz stationiert waren:
| - Ala I Asturum - Ala I Claudia Gallorum Capitoniana - Ala I Hispanorum - Vexillatio Equitum Illyricorum | - Cohors I Augusta Nerviana Pacensis Brittonum - Cohors I Bracaraugustanorum - Cohors II Flavia Bessorum - Cohors I Flavia Commagenorum | - Cohors II Flavia Numidarum - Cohors II Gallorum - Cohors III Gallorum - Cohors I Hispanorum veterana | - Cohors I Tyriorum |

### Dacia Porolissensis
Auf Diplomen aus den Jahren 123 bis 164 n. Chr. werden 5 Alae und 12 Kohorten für die Provinz aufgeführt, die aber nicht alle zur selben Zeit in der Provinz stationiert waren:
| - Ala I Britannica - Ala I Brittonum - Ala II Gallorum et Pannoniorum - Ala Siliana - Ala I Tungrorum Frontoniana | - Cohors I Aelia Gaesatorum - Cohors II Augusta Nerviana Pacensis Brittonum - Cohors I Batavorum - Cohors I Britannica - Cohors II Brittannorum | - Cohors I Cannanefatium - Cohors I Flavia Ulpia Hispanorum - Cohors I Hispanorum - Cohors II Hispanorum - Cohors V Lingonum | - Cohors VI Thracum - Cohors I Ulpia Brittonum |

### Dacia superior
Auf Diplomen aus den Jahren 117/138 bis 179 n. Chr. werden 3 Alae, 13 Kohorten und 3 weitere Einheiten für die Provinz aufgeführt, die aber nicht alle zur selben Zeit in der Provinz stationiert waren:
| - Ala I Batavorum - Ala I Gallorum et Bosporanorum - Ala I Hispanorum Campagonum - Cohors I Alpinorum - Cohors I Augusta Ituraeorum | - Cohors III Campestris c.R. - Cohors III Delmatarum - Cohors II Flavia Commagenorum - Cohors I Gallorum - Cohors V Gallorum | - Cohors II Gallorum Pannonica - Cohors IIII Hispanorum - Cohors VIII Raetorum - Cohors I Thracum Sagittariorum - Cohors I Ubiorum | - Cohors I Vindelicorum - Palmyreni sagittarii - Pedites Britanniciani - Vexillarii Africae et Mauretaniae |

## Oberkommandierende
Siehe: Liste der Statthalter von Dakien